# 伊犁鲈
伊犁鲈为輻鰭魚綱鱸形目鲈科鲈属的鱼类。中文俗名刺鱼，亦依种加词称为施氏鲈。為中亞魚類，该物种的模式产地在哈薩克斯坦的巴尔喀什湖与阿拉湖水系流域。

## 命名
本魚由俄羅斯動物學家凱斯勒在1874年命名。
本魚的種小名「schrenkii」是俄羅斯動物學家亞歷山大·馮·施倫克的姓氏，施倫克曾對本魚給了凱斯勒看法，於是凱斯勒以此對施倫克致敬。
另一說則是向他的兄弟利奧波德·馮·施倫克致敬，他也是動物學家、地理學家及民族志學家。

## 分布
本魚為溫帶魚類，分布於巴爾喀什湖與阿拉湖水系等，包括了中國新疆境內的伊犁河。主要栖息于淡水和半咸水，為底棲魚類。
本魚曾被人為引入到吉爾吉斯斯坦及烏兹別克的湖泊與水庫，並在1960年代到1970年代期間不經意地引入到烏兹別克的奇爾奇克河和卡塔庫爾干水庫，以及吉爾吉斯斯坦的阿拉阿卡水庫。本魚已經在卡塔庫爾干水庫的澤拉夫尚河形成了一個確實的種群，但在其他引入地則可能已經消失。

## 形態
本魚最大體長可達50公分，有記錄最重1.5公斤。

## 經濟利用
本魚可做為食用魚，巴爾喀什湖目前禁漁，但在阿拉湖當地仍是重要的經濟魚種。

## 保護現狀
在1930年代到1940年代，本魚曾是巴爾喀什湖與阿拉科爾湖最重要的經濟魚種，占到了巴爾喀什湖漁獲量的三分之一以及阿拉科爾湖的三分之二。直到1960年代中期巴爾喀什湖及集水區的種群突然劇減，1970年代中期開始巴爾喀什湖及伊犁河再也沒有本魚的產量統計了。1980年代，阿拉湖集水區的薩瑟克湖及科斯卡爾湖也開始捕捉不到本魚了，雖然本魚依然在湖邊出沒。無論如何，阿拉湖里的本魚數量依然足以供漁業經濟利用。巴爾喀什湖在中國的本魚種群資訊目前不可得。
本魚數量減少的原因之一是巴爾喀什湖引入了入侵物種歐鯿（Abramis brama）及白梭吻鱸（Sander lucioperca），還有過度捕撈。對洼地河流的威脅則來自旅遊業發展、抽水以及水壩。
目前巴爾喀什湖及伊犁河的種群受到保護，且已經禁漁。阿拉湖依然可以捕魚，但種群數目與漁獲量需受到監視與强制保護。
國際自然保護聯盟認為，本魚在20世紀因入侵物種競爭及過度捕撈而急劇下降，而在21世紀本魚種群仍慢慢減少或者已局部穩定下來，本魚目前依然在大範圍的地方出沒，並拥有超过十個種群，所以在2020年評估本種為「無危物種」。

## 外部連結
- 維基物種上的相關：伊犁鲈